# 立川志らぴー
立川 志らぴー（1993年（平成5年）1月21日 - ）は、落語家。
本名は片桐 悠吾。

## 経歴
1993年（平成5年）1月21日、東京都町田市出身。東京都立町田高等学校を経て、山形大学人文学部卒業。
2016年（平成28年）3月、立川志らくに入門、「志らぴー」を名乗る。｢志らぴー｣の名は、動物のオカピに似ているということで、初高座30分前に師匠から命名。
2023年（令和5年）1月1日、立川らく萬と共に二ツ目昇進。

## 芸歴
- 2016年（平成28年）3月 - 立川志らくに入門、「志らぴー」を名乗る。
- 2023年（令和5年）1月 - 二ツ目昇進。